# Piscine Lutetia

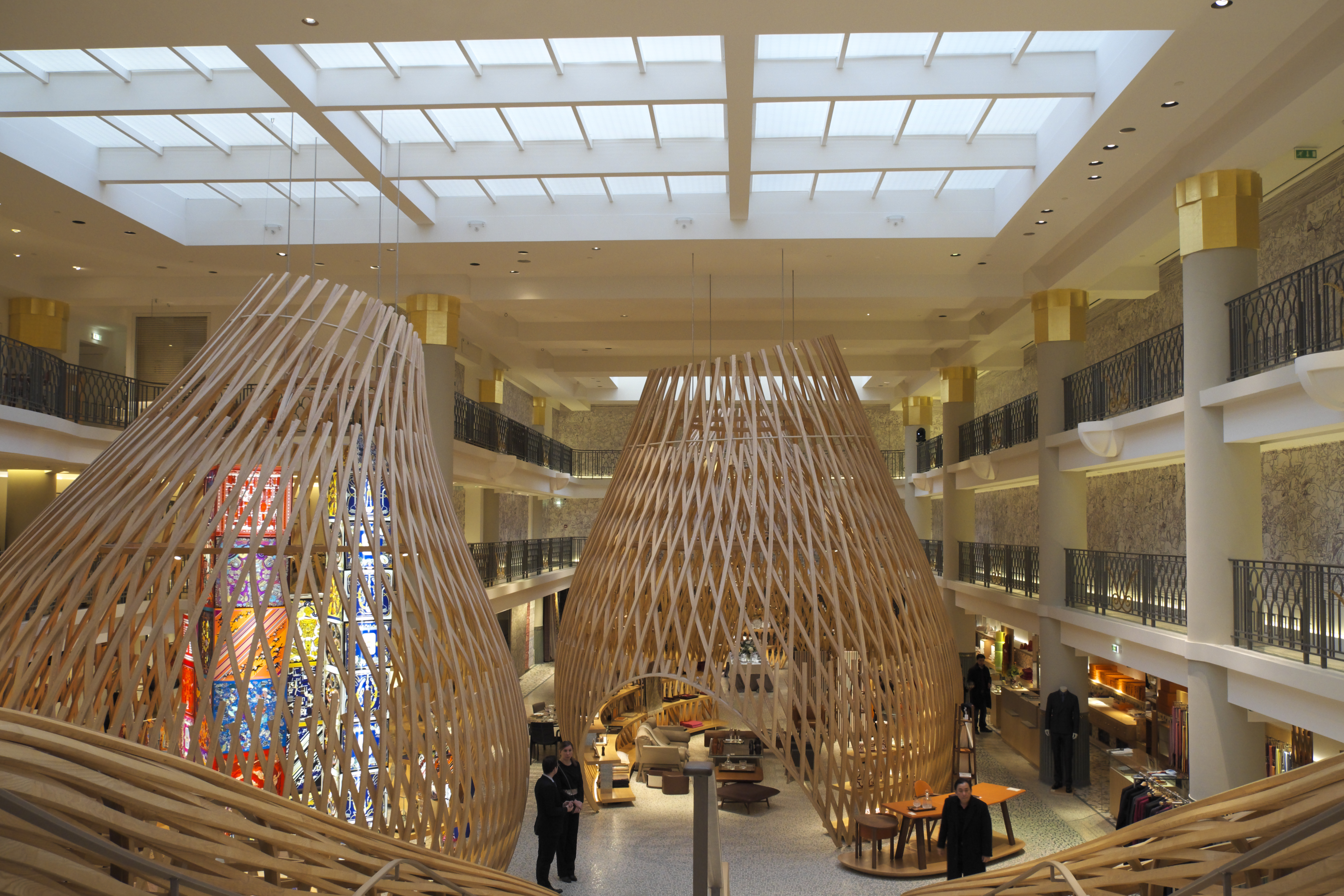
Ehemaliges Schwimmbad Piscine Lutetia

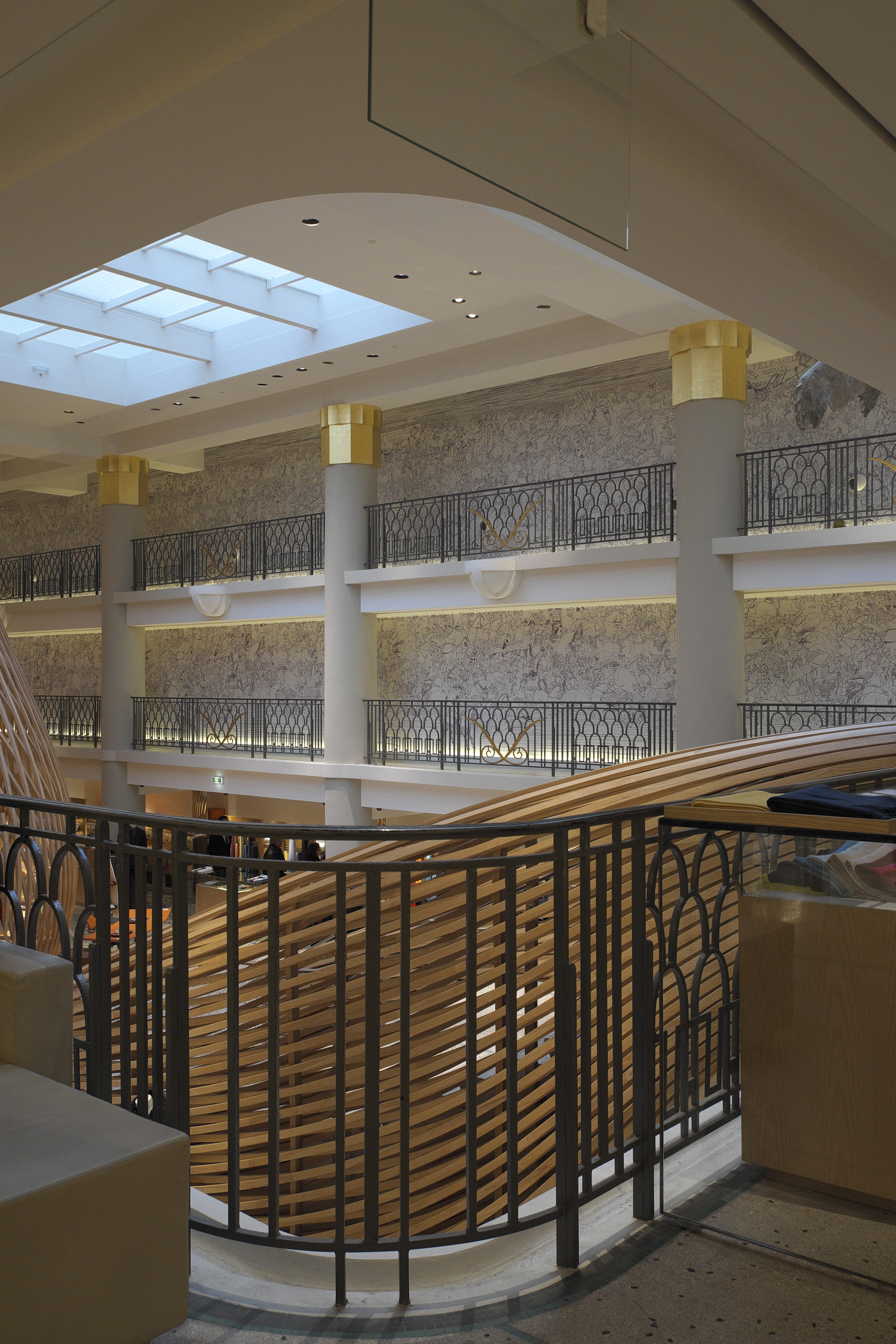
Ehemaliges Schwimmbad Piscine Lutetia

Das ehemalige Schwimmbad Piscine Lutetia in der Rue de Sèvres n° 17 im 6. Arrondissement in Paris ist im Stil des Art déco errichtet. Heute ist in dem ehemaligen Schwimmbad ein Modegeschäft der Luxusmarke Hermès eingerichtet. Im Jahr 2005 wurde das ehemalige Schwimmbad als Monument historique in die Liste der französischen Baudenkmäler aufgenommen.

## Geschichte
Das Schwimmbad wurde 1935 von dem Architekten Lucien Béguet im Erdgeschoss eines Gebäudekomplexes mit acht Stockwerken gebaut. Das Becken hatte eine Länge von 33 Metern, eine Breite von zehn Metern und es konnten künstliche Wellen erzeugt werden. Zunächst diente es dem benachbarten Hôtel Lutetia als hauseigenes Schwimmbad. Nach dem Zweiten Weltkrieg wurde es ein öffentliches Bad, das bis 1970 in Betrieb war. Anschließend wurde das Schwimmbad bis ins Jahr 1998 von der Modefirma Dorothée Bis als Lager genutzt. Im Jahr 2005 richtete La Piscine, ein Factory-Outlet-Center, dort sein erstes Geschäft ein. Im Jahr 2010 eröffnete die Luxusmarke Hermès im ehemaligen Schwimmbad nach Umbau- und Renovierungsarbeiten unter der Leitung des Architekten Denis Montel ihr erstes Geschäft auf dem linken Seineufer (Rive Gauche) mit einer Verkaufsfläche von fast 1500 m².

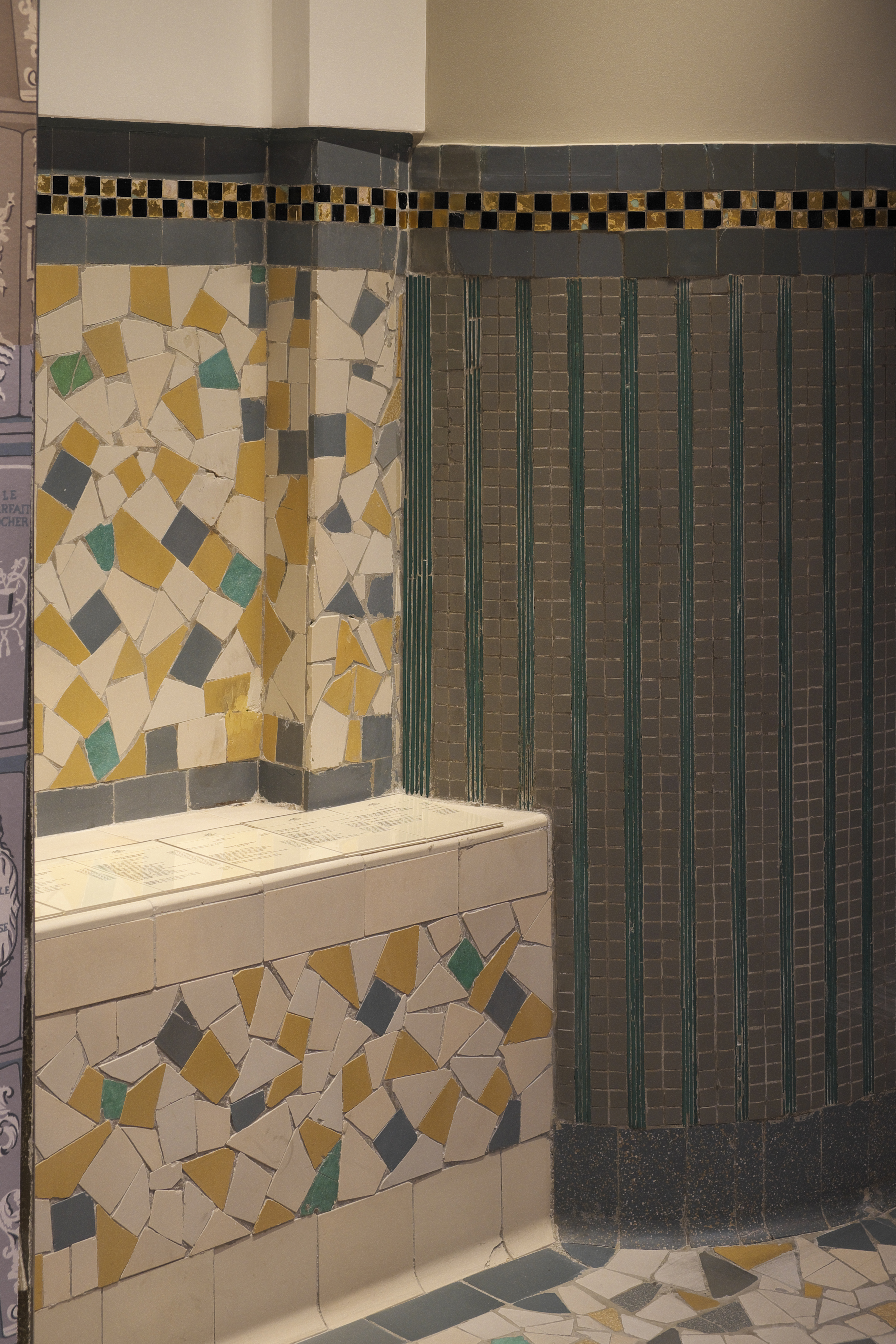
Piscine Lutetia
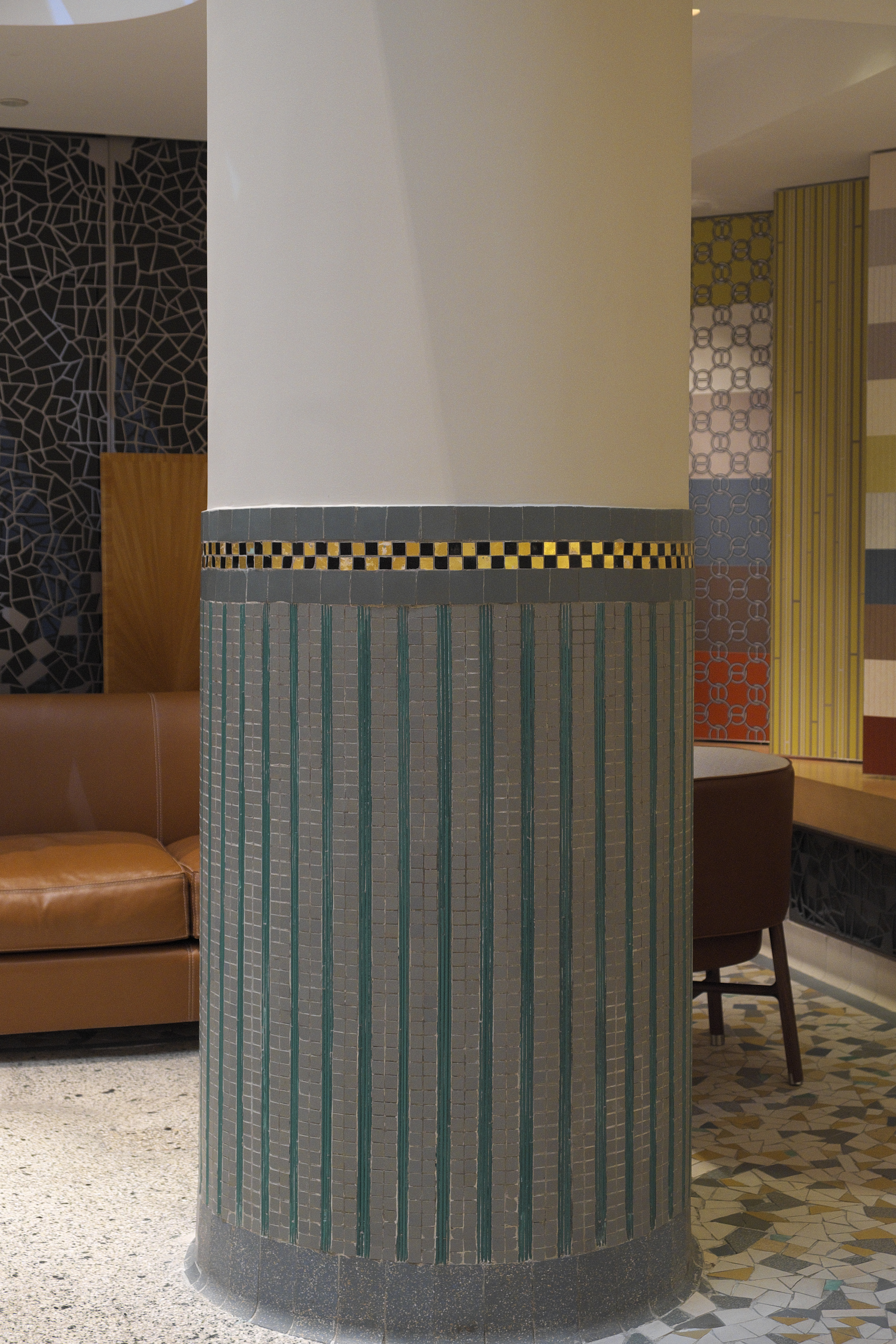
Piscine Lutetia
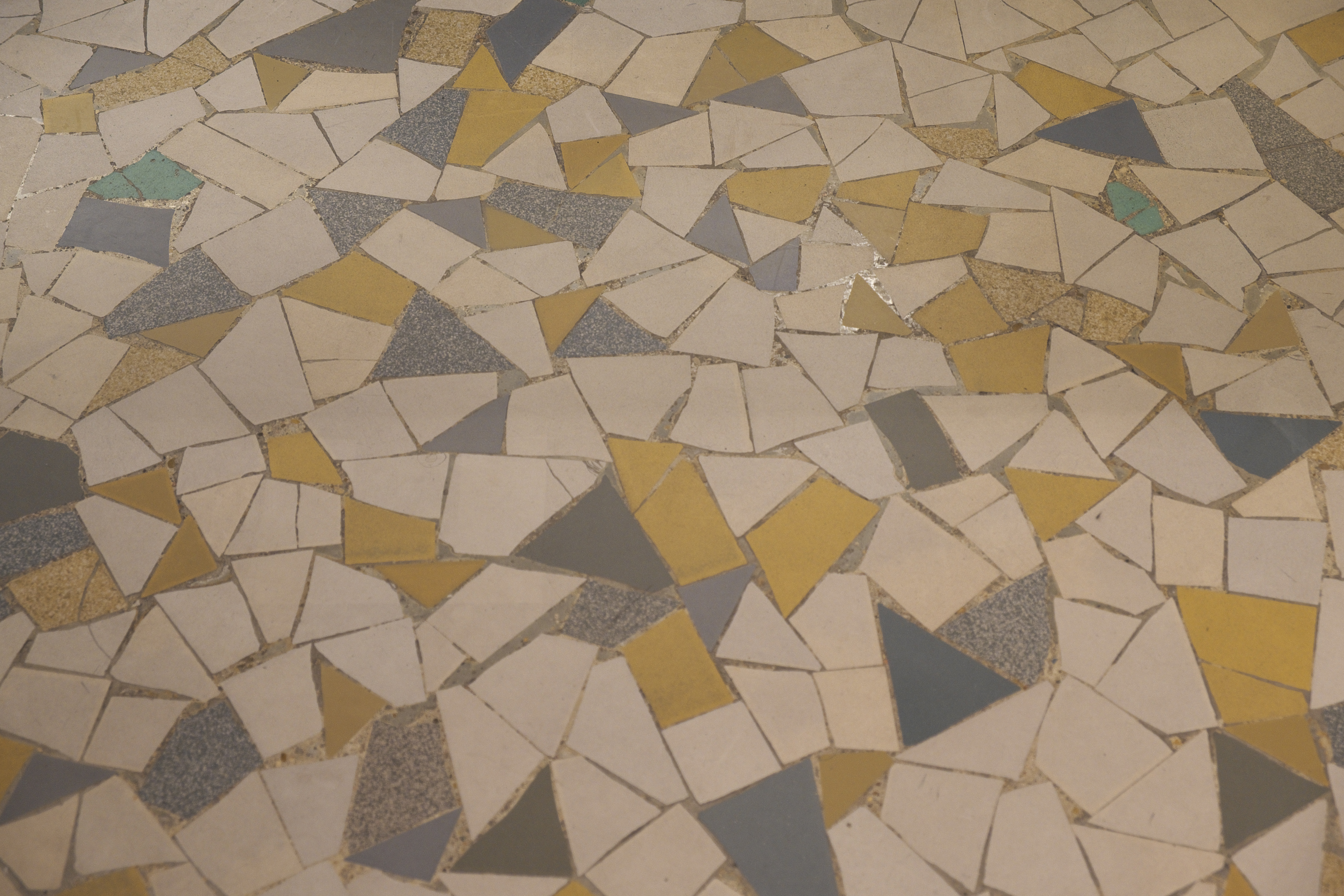
Piscine Lutetia